# Berber (Soudan)
Pour les articles homonymes, voir Berber.
Berber (en arabe : بربر) est une ville de l'État du Nil au nord du Soudan, à 50 kilomètres (31 miles) au nord d'Atbara, près de la jonction de la rivière Atbara et du Nil.

## Aperçu
La ville était le point de départ de l'ancienne route des caravanes à travers le désert de Nubie jusqu'à la mer Rouge (Suakin) et a marqué son importance après l'achèvement en 1906 d'un embranchement du chemin de fer militaire soudanais à Suakin à partir d'un carrefour plus proche de la rivière Atbara.
La première ligne de défense contre l'Empire ottoman était située dans cette ville. Certaines tentatives ont également eu lieu à Dar Mahas et à Dongola[réf. nécessaire].
Les tribus habitant cette ville sont principalement celle d'Ja'Alin avec quelques Ababda[réf. nécessaire].
L'explorateur anglais Samuel Baker est passé par Berber lors de sa découverte du lac Albert en 1861.
Berber est l'une des premières villes soudanaises à connaître l'école moderne. Beaucoup de leaders de l'ancienne génération ont été éduqués à l'école intermédiaire de Berber[réf. nécessaire].
Amîr Tâdj as sirr a cité cette ville dans son livre, أرض السودان ( ard comme Sudân )[réf. nécessaire].